# Trichogaster
Trichogaster – rodzaj słodkowodnych ryb okoniokształtnych z rodziny guramiowatych (Osphronemidae). Hodowane w akwariach. W języku polskim określane są zwyczajową nazwą prętniki.

## Opis
Tułów silnie bocznie ścieśniony, z owalnym konturem. Atrakcyjne ubarwienie – zwłaszcza samców. Drugi promień płetw brzusznych przekształcony w długą wić, dodatkowy narząd zmysłu dotyku, wykorzystywany przez rybę do badania otoczenia. Prętnik wargacz wyróżnia się wydatnymi wargami. W naturze zamieszkują wody stojące i wolno płynące.

## Klasyfikacja
Gatunki zaliczane do tego rodzaju:
- Trichogaster chuna – prętnik trójbarwny[4], prętnik miodowy[potrzebny przypis]
- Trichogaster fasciata – prętnik pręgowany[4]
- Trichogaster labiosa – prętnik wargacz[4]
- Trichogaster lalius – prętnik karłowaty[4]

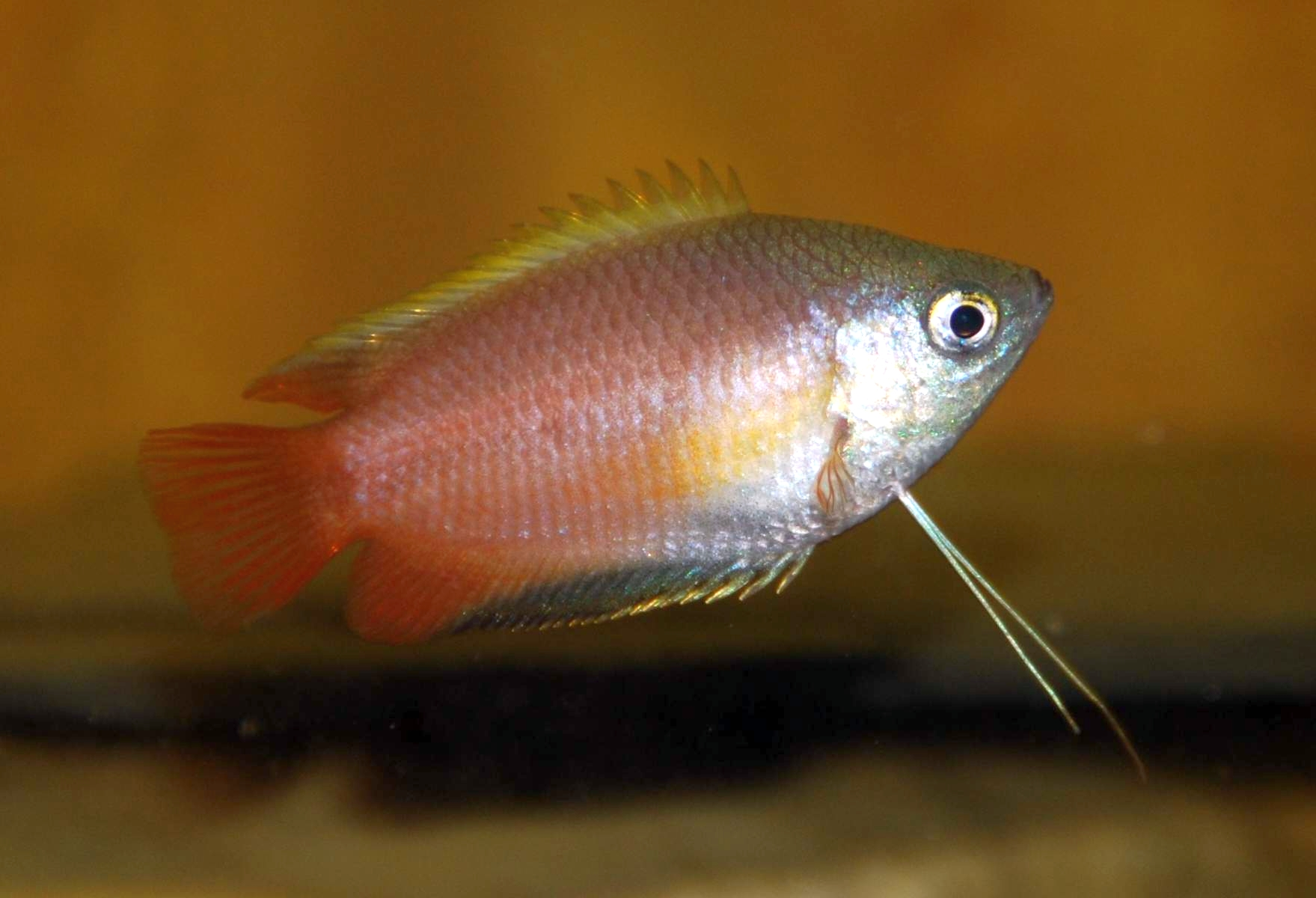
Trichogaster chuna
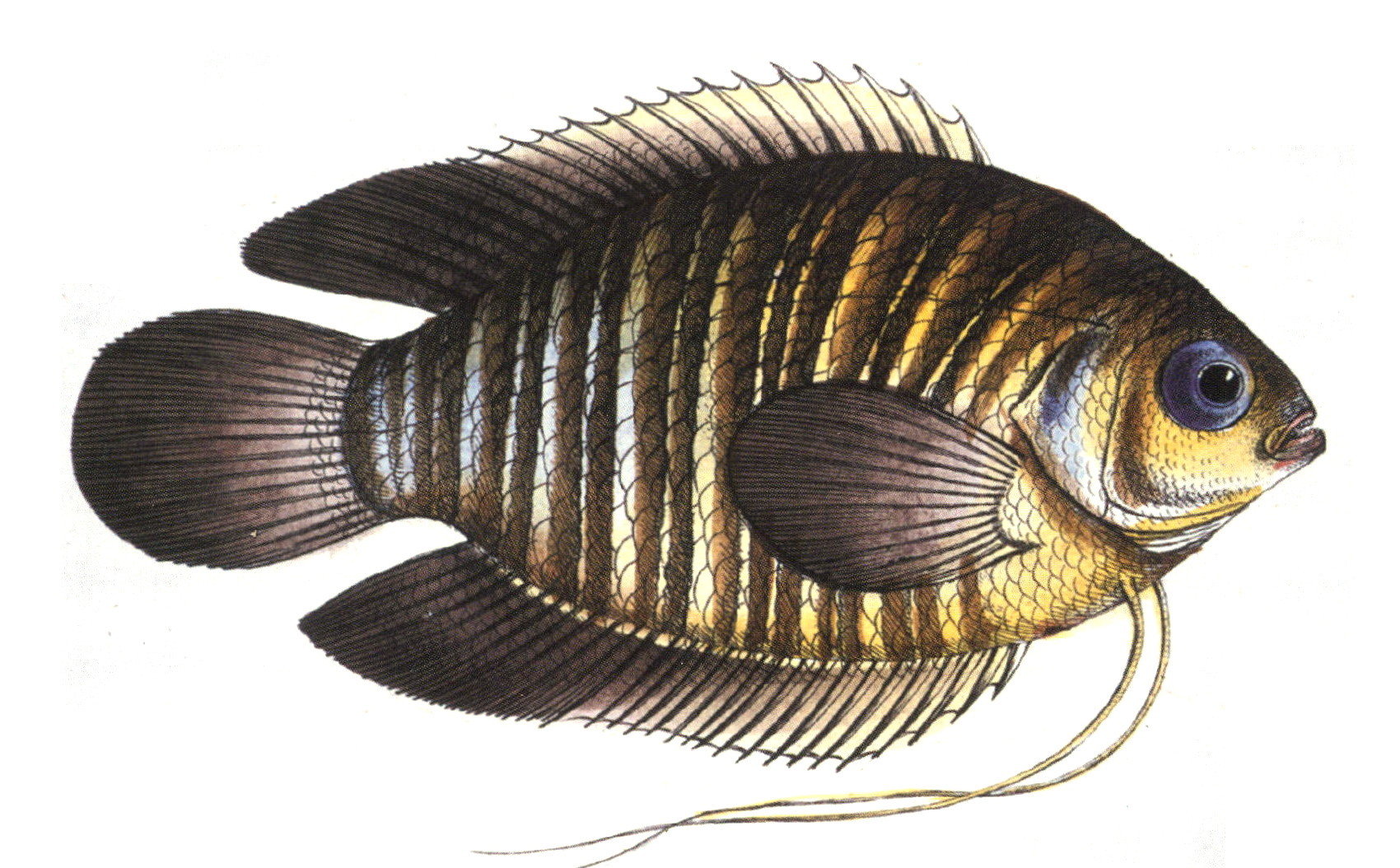
Trichogaster fasciata
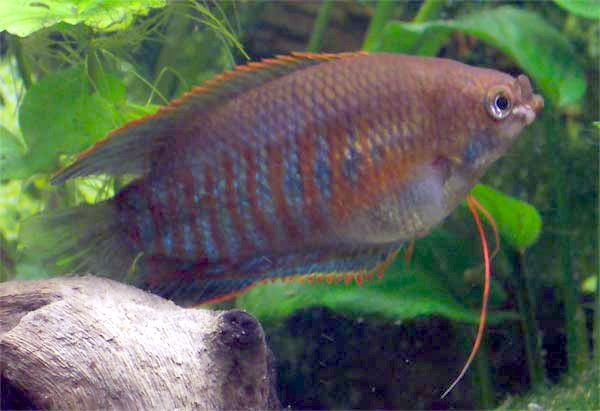
Trichogaster labiosa

- W hodowlach akwarystycznych występują barwne formy gatunków.